# Folko Kullmann
Folko Kullmann (geboren 1972 in Stuttgart) ist ein deutscher Fachautor und Fachlektor für Gartenbau.
Er studierte Gartenbauwissenschaften am Wissenschaftszentrum Weihenstephan mit anschließender Promotion zum Thema Einfluss des arbuskulären Mykorrhizapilzes Glomus intraradices Schenck & Smith auf den Ertrag und die Nährstoffaufnahme verschiedener Gewürzkräuterarten. Anschließend folgte ein zweijähriges Volontariat im Gartenlektorat beim Kosmos-Verlag. Von 2018 bis 2022 war er Chefredakteur der Gartenpraxis, einem Fachmagazin für Pflanzen und Garten des Eugen Ulmer Verlags in Stuttgart und arbeitet als freiberuflicher Autor, Lektor und Übersetzer. Von 2014 bis 2016 war er zweiter Stellvertretender Vorsitzender mit dem Schwerpunkt Öffentlichkeitsarbeit der Zoologischen Gesellschaft für Arten- und Populationsschutz (ZGAP) und ist seit 2016 Präsident der Gesellschaft der Staudenfreunde (GdS). Seit 2015 ist er anerkannter WA-Sachverständiger nach § 51 Absatz 1 Bundesnaturschutzgesetz für Carnivora.

## Werke (Auswahl)
- Einfluss des arbuskulären Mykorrhizapilzes Glomus intraradices Schenck & Smith auf den Ertrag und die Nährstoffaufnahme verschiedener Gewürzkräuterarten. München 2002, DNB 966081870 (Dissertation TU München, Fakultät Wissenschaftszentrum Weihenstephan für Ernährung, Landnutzung und Umwelt, 2002, 126 Seiten online PDF, kostenfrei, 126 Seiten, 1,4 MB).
- Der Garten-Coach. Stiftung Warentest, Berlin 2012, ISBN 978-3-86851-042-3.
- Soforthelfer Orchideen. Kosmos, Stuttgart 2012, ISBN 978-3-440-13155-8.
- als Herausgeber: Die Kosmos Enzyklopädie der Orchideen: 1500 Arten und Hybriden im Porträt, mit David P. Banks, Geoff Bryant, Colin Jennings. Kosmos, Stuttgart 2012, ISBN 978-3-440-13192-3.
- mit Tobias Peterson: Balkongärtnern: jetzt wird's richtig schön! Stiftung Warentest, Berlin 2013, ISBN 978-3-86851-065-2.
- Square Foot Gardening, das Grüner-Daumen-Konzept. blv, München 2014, ISBN 978-3-8354-1227-9.
- Gärtnern auf Strohballen: Planung, Anlage, Ernte. blv, München 2015, ISBN 978-3-8354-1336-8.
- Gärtnern mit dem Hochbeet: so einfach geht's. Gräfe und Unzer, München 2015, ISBN 978-3-8338-4215-3.